# Dorstenia hildebrandtii
Dorstenia hildebrandtii är en mullbärsväxtart som beskrevs av Adolf Engler. Dorstenia hildebrandtii ingår i släktet Dorstenia och familjen mullbärsväxter. Utöver nominatformen finns också underarten D. h. schlechteri.

## Bildgalleri

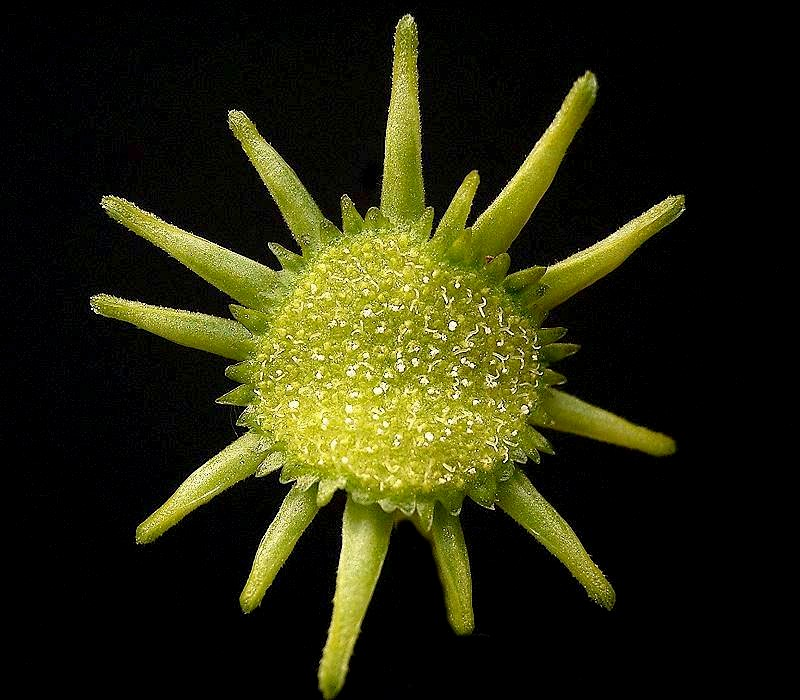